# Fernando Peres
Fernando Peres da Silva (født 8. januar 1943 i Algés, Portugal - 10. februar 2019) var en portugisisk fodboldspiller (midtbane) og -træner.
Peres spillede på klubplan primært hos hovedstadsklubberne Belenenses og Sporting Lissabon. Hos Sporting var han med til at vinde to portugisiske mesterskaber og to pokaltitler. Han spillede i slutningen af sin karriere også i brasiliansk fodbold, blandt andet hos Vasco da Gama, som han vandt det brasilianske mesterskab med i 1974.
Peres spillede, mellem 1964 og 1972, 27 kampe for Portugals landshold, hvori han scorede fire mål. Han var en del af det portugisiske hold, der vandt bronze ved VM i 1966 i England, men kom dog ikke på banen i turneringen.